# Магда Шнайдер
Магда Шнайдер (на немски: Magda Schneider) е германска певица, театрална и филмова актриса.

## Биография
Тя учи в манастирско училище, а след като се дипломира учи стенография и офис мениджмънт, но също така посещава балетни и театрални курсове в музикалното училище на родния ѝ град. Скоро след това, тя прави своя театрален дебют на актриса и така е открита от режисьора Ернст Маришка. През 1933 г. се запознава с актьора Волф Албах-Рети, с когото сключва брак три години по-късно. Магда има две деца – Роми Шнайдер и Волф-Дитрих Албах-Рети. Тя е баба на френската актриса Сара Биазини.

## Избрана филмография
- Forever My Love (1962)
- Verdammt die jungen Sünder nicht (1961)
- Dreimäderlhaus, Das (1958)
- Ева: Тайните на една малолетна (1959)
- Sissi - Schicksalsjahre einer Kaiserin (1957)
- Robinson soll nicht sterben (1957)
- Sissi - Die junge Kaiserin (1956)
- Sissi (1955)
- Deutschmeister, Die (1955)
- Mädchenjahre einer Königin (1954)
- Wenn der weiße Flieder wieder blüht (1953)
- Puppenfee, Die (1936)
- Rendezvous in Wien (1936)
- Geheimnis eines alten Hauses (1936)
- G'schichten aus dem Wienerwald (1934)
- Kind, ich freu' mich auf Dein Kommen (1933)